# Alain de Goué
Alain Joseph François Marie  de Goué, né à Vannes le 18 avril 1879 et mort le 8 octobre 1918 à Semide, est un historien et généalogiste français.

## Biographie
Alain de Goué est le fils de Marie Achille Alain de Goué et de Fanny Marie Maujoüan du Gasset. Il épouse en l'église de Saint-Hilaire le Grand à Poitiers le 30 octobre 1906, Sabine Marie Françoise de Lassat.
Docteur en droit, lauréat de l'Université de Paris, il habita le château de La Chabotterie, jusqu'à sa mort.
Sergent au 356e régiment d'infanterie, durant la Première Guerre mondiale, il est tué à l'ennemi dans le bois du Coq à Orfeuil hameau de la commune de Semide dans les Ardennes

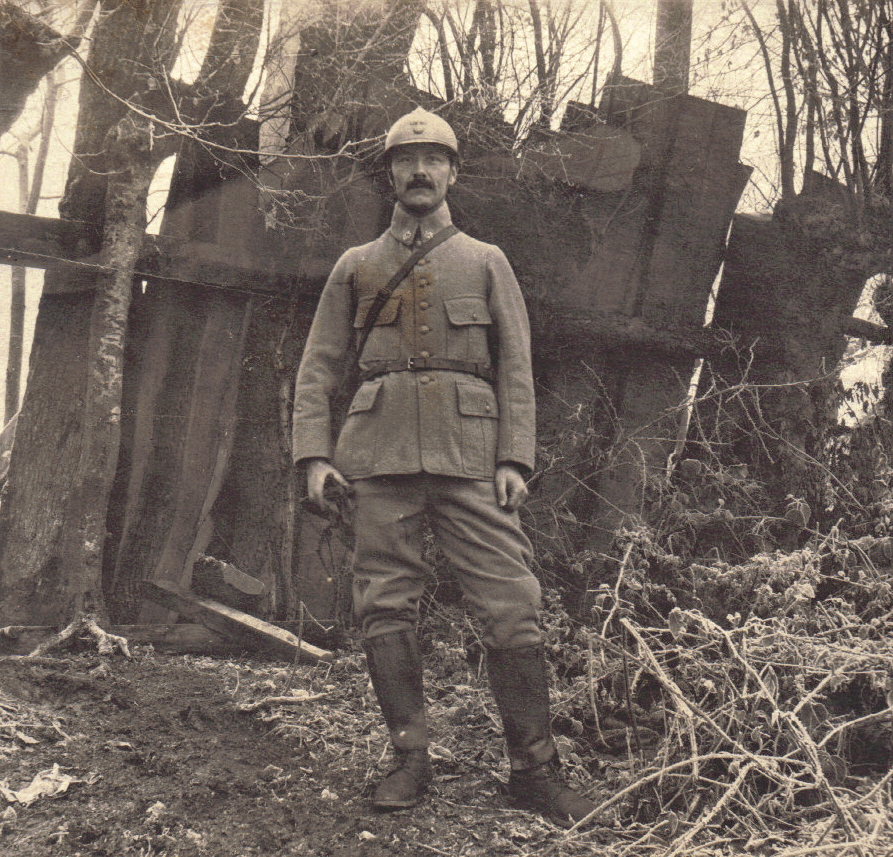
Alain de Goué en 1915.

Royaliste et membre de l'Action française, il consacra sa vie à écrire des ouvrages historiques sur la Vendée et les guerres de Vendée ainsi que des ouvrages généalogiques.

## Publications
- Monographie de Saint-Sulpice-le-Verdon
- Les Croisés de Mayenne en 1158
- Des charges et obligations militaires imposées à la Bretagne depuis la fin du XVIe siècle jusqu'en 1789, P. Rousseau, 1906, in-8° br., 292 p., thèse
- Chronique de Rocheservière
- Le Démantèlement de Montaigu 1581, 1586, 1588, Impr. de Lafolye, 1910
- Lettres inédites d'Henri IV à M. de La Lardière, l'un de ses lieutenants en Bas-Poitou, Impr. de Lafolye, 1910
- Bibliothèque nationale de France[3]
- Collaborateur dans La revue du Bas-Poitou, il écrivit de très nombreux articles entre 1900 et 1918

## Source
- René Vallette, Héros et martyrs de la Grande Guerre : 1914-1918. Alain de Goué : sergent au 356e Régiment d'infanterie, mort pour la France, à Orfeuil (Ardennes), le 8 octobre 1918, Fontenay-le-Comte : Impr. H. Lussaud, 1922